# Paolo De Filippi
Paolo De Filippi, detto Betto (Belluno, 4 settembre 1755 – Belluno, 27 agosto 1830), è stato un pittore italiano.

## Biografia
Figlio di Antonio e Maria Elisabetta Bernardi, di lui si hanno scarse informazioni biografiche e anche le tele attribuite con sicurezza sono pochissime.
È citato, con notevole ammirazione, nell'epistolario di Pietro Paoletti e Antonio Tessari. Flaminio Sergnano lo loda per un "finto altare" dipinto su una parete della chiesa di Santa Maria Nova a Belluno. Florio Miari ne ricorda una pala per la chiesa di Santi Gervasio e Protasio (oggi perduta). Andrea Corna attesta un suo quadro nella collezione Schütz di Vienna. Per Luigi Alpago Novello lavorò anche come incisore, ma di questa attività non restano testimonianze.
Si conserva però un gran numero di disegni firmati presso il Museo civico di Belluno, che dimostrano come il De Filippi fosse un buon artista, con un elevato livello culturale e stilistico. In aggiunta, nello stesso museo si trovano diversi disegni acquarellati, i quali lo legano al paesaggismo di Marco Ricci. Sulla base di tutto ciò, Mauro Lucco gli assegna anche una tela con L'uccisione della serpe.
Fu maestro di Giovanni De Min e, probabilmente, di Girolamo Moech. Dalla moglie Francesca Valle, sposata nel 1792, ebbe Giuseppe, pittore teatrale di cui non si hanno notizie.